# Seleção Essencial (álbum de Adriana Calcanhotto)
Seleção Essencial (também chamado de Seleção Essencial: Grandes Sucessos) é o 12º álbum de estúdio da cantora Adriana Calcanhotto. Foi gravado pela Sony Music e lançado em 2010.

## Faixas
O álbum contém faixas compostas por grandes artistas, como Cazuza, Antônio Cícero, Roberto Carlos, Arnaldo Antunes, Bebel Gilberto, Dé Palmeira, Torquato Neto, Péricles Cavalcanti, Dorival Caymmi e Marina Lima.
| N.º | Título                                 | Compositor(es)               | Duração |  |
| 0.  | "Canção de Novela"                     | Adriana Calcanhotto          | 3:45    |  |
| 1.  | "Três"                                 | Antônio Cícero, Marina Lima  | 3:51    |  |
| 2.  | "Cariocas"                             | Calcanhotto                  | 3:16    |  |
| 3.  | "Esquadros"                            | Calcanhotto                  | 3:23    |  |
| 4.  | "Por Isso Corro Demais"                | Roberto Carlos               | 2:59    |  |
| 5.  | "Pelos Ares"                           | Calcanhotto, Antônio Cícero  | 3:22    |  |
| 6.  | "Para Lá"                              | Calcanhotto, Arnaldo Antunes | 3:03    |  |
| 7.  | "Mais Feliz"                           | Bebel Gilberto, Cazuza, Dé   | 3:44    |  |
| 8.  | "Inverno"                              | Calcanhotto, Antônio Cícero  | 4:41    |  |
| 9.  | "Um Dia Desses"                        | Torquato Neto                | 2:32    |  |
| 10. | "Vambora"                              | Calcanhotto                  | 4:08    |  |
| 11. | "Justo Agora"                          | Calcanhotto                  | 3:47    |  |
| 12. | "Metade"                               | Calcanhotto                  | 3:05    |  |
| 13. | "Porto Alegre (Nos Braços de Calipso)" | Péricles Cavalcanti          | 3:45    |  |
| 14. | "Marina"                               | Dorival Caymmi               | 2:54    |  |
| 15. | "Medo De Amar Nº 3"                    | Péricles Cavalcanti          | 3:28    |  |
| 16. | "Mulher Sem Razão"                     | Bebel Gilberto, Cazuza, Dé   | 3:59    |  |